# Коаско (Савона)
Коаско је насеље у Италији у округу Савона, региону Лигурија.
Према процени из 2011. у насељу је живело 35 становника. Насеље се налази на надморској висини од 28 м.